# 圣日耳曼迪布瓦
圣日耳曼迪布瓦（法語：Saint-Germain-du-Bois，法語發音：[sɛ̃ ʒɛʁmɛ̃ dy bwa]）是法国索恩-卢瓦尔省的一个市镇，属于卢昂区。

## 地理
圣日耳曼迪布瓦（46°45'11"N, 5°14'33"E）面积30.33 平方千米，位于法国勃艮第-弗朗什-孔泰大區索恩-卢瓦尔省，该省份为法国中部省份，北起顺时针与科多尔省、汝拉省、安省、罗讷省、卢瓦尔省、阿列省和涅夫勒省接壤。
与圣日耳曼迪布瓦接壤的市镇（或旧市镇、城区）包括：塞尔莱、布昂、布雷斯地区弗朗日、梅尔旺、蒙科尼、锡马尔。

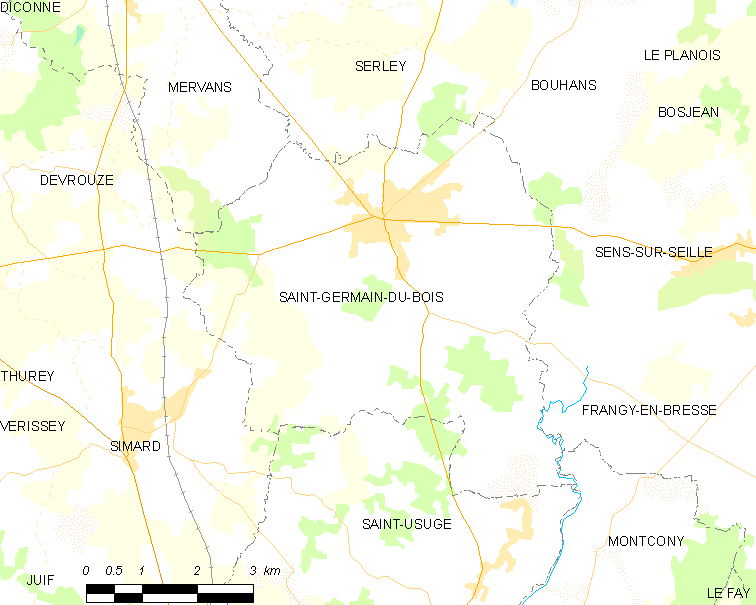
圣日耳曼迪布瓦的OSM定位图

圣日耳曼迪布瓦的时区为UTC+01:00、UTC+02:00（夏令时）。

## 行政
圣日耳曼迪布瓦的邮政编码为71330，INSEE市镇编码为71419。

## 政治
圣日耳曼迪布瓦所属的省级选区为皮埃尔德布雷斯县。

## 人口

1962-2008年间圣日耳曼迪布瓦人口变化图示

圣日耳曼迪布瓦于2022年1月1日时的人口数量为1947人。